# Храм III (Тикаль)
Храм III, также известный как Храм жреца-ягуара — один из главных пирамидальных храмов древнего города майя Тикаля, расположенного в гватемальском департаменте Петен. Высота храма около 55 метров. Святилище, находящееся наверху храма, отличается от других святилищ крупных тикальских храмов тем, что содержит только два помещения вместо обычных трёх. Пирамида была построена в позднеклассический период, а именно в 810 году нашей эры. Датировать постройку позволила надпись на стеле № 24, возведённой у основания главной лестницы. Эта стела составляет пару с повреждённым алтарём № 6. Храм III реконструирован лишь частично, там идут археологические раскопки, ввиду чего он закрыт для посетителей.
Храм жреца-ягуара был построен правителем Тикаля Нуноом-Ч’ееном и он, скорее всего, там и похоронен. Строительство храма доказывает, что Тикаль в начале IX века был политически стабилен, однако это последний пирамидальный храм, возведённый в городе; к концу века Тикаль стоял в руинах.
Храм III расположен к югу от сакбе, идущей от Храма II, и смотрит на восток в сторону главной площади. Крупная (1,3 м²) внутренняя притолока, разделяющая два помещения святилища, изъедена червями, однако на ней видно искусное изображение тучного человека, возможно, Нуноом-Ч’еена, стоящего возле трона и богато одетого: он завёрнут в шкуры ягуаров, на голове у него ягуаровый головной убор с перьями кетцаля и украшен драгоценными раковинами и камнями. Кроме этой, есть лишь ещё одна украшенная тикальская притолока, находящаяся на своём месте в храме.
Реконструкции в 1967 и 1969 годах были проведены «Проектом „Тикаль“» музея Пенсильванского университета, основной фокус был направлен на святилище и гребень крыши. Сама пирамида не восстановлена, однако известно, что она была девятиступенчатой.
Гребень крыши и внешнее помещение святилища испытали урон от молний, из-за которых в восточной стене ложного свода образовалась 10-сантиметровая трещина. У подножия храма находится алтарь, на котором вырезано изображение чаши с человеческой головой внутри, это считается признаком того, что на нём совершались жертвоприношения.